# Jošikazu Ašikaga
Jošikazu Ašikaga (japonsky 足利 義量, Ašikaga Jošikazu, 27. srpen 1407 – 12. červenec 1425) byl pátým šógunem šógunátu Ašikaga a vládl v období let 1423-1425. Byl synem čtvrtého šóguna Jošimočiho Ašikagy.
Po dvou letech od jmenování šógunem Jošikazu umírá a jeho nástupcem se o čtyři roky později stal jeho strýc Jošinori.